# Juan Ribalta

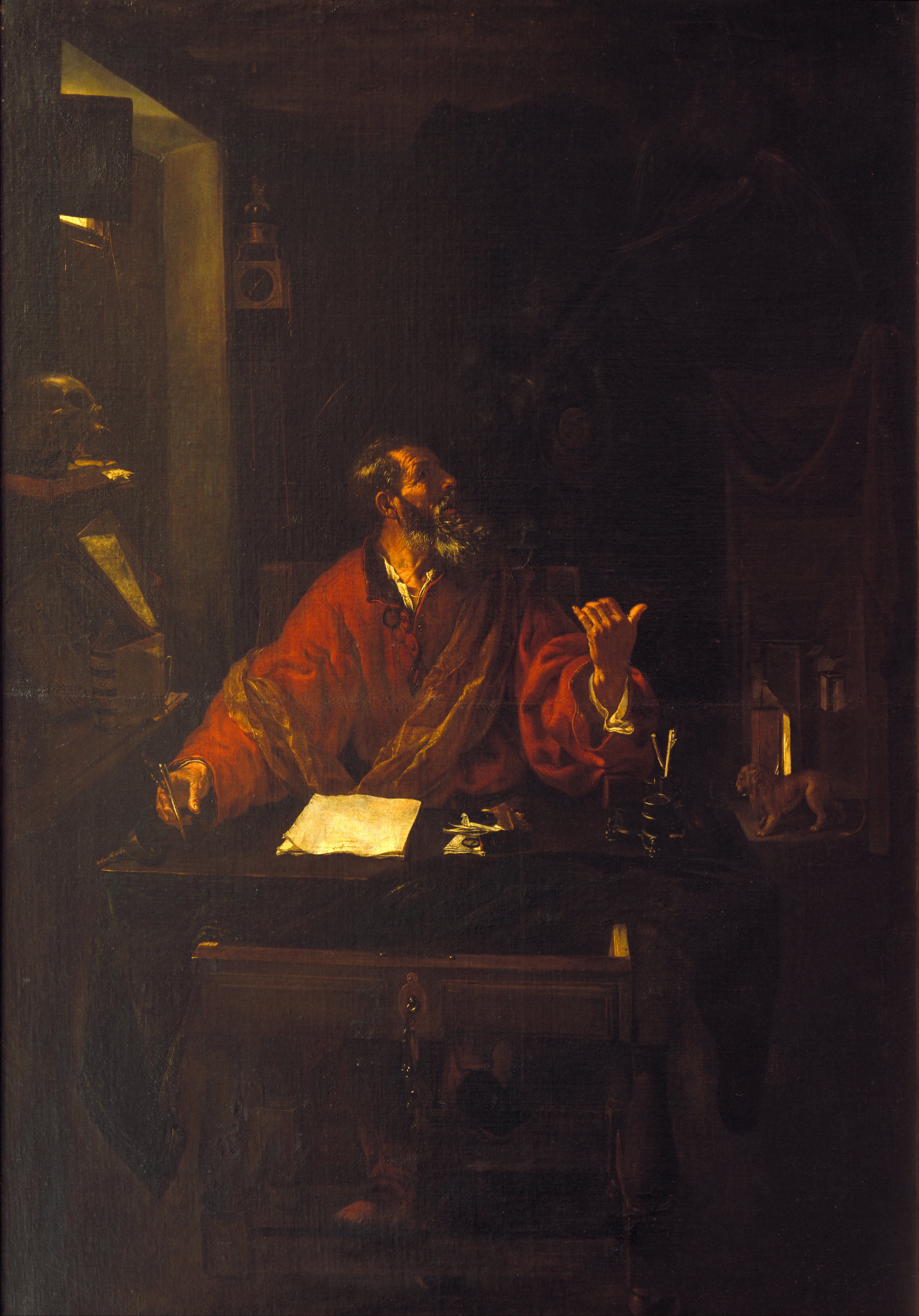
Juan Ribalta, Den helige Hieronymus.

Juan Ribalta, född 1597 i Valencia, död i oktober 1628, var en spansk målare. Han var son till Francisco Ribalta.
Ribalta följde i faderns fotspår och förväxlas ofta med honom. Som hans främsta arbete skattas Korsets uppresande (Valencias museum). Han är representerad även i Pradomuseet och i Sankt Petersburg med flera städer. Gregorius den stores mässa i Dresdengalleriet, tillskriven Ribalta, anses osäker. Många förträffliga porträtt finns i Valencias museum.